# Chordodes caledoniensis
Chordodes caledoniensis är en tagelmaskart som först beskrevs av J.P. Villot 1874.  Chordodes caledoniensis ingår i släktet Chordodes och familjen Chordodidae. Inga underarter finns listade i Catalogue of Life.